# Міхаела Армешеску
Міхаела Армешеску (3 вересня 1963) — румунська академічна веслувальниця.
Срібна призерка Олімпійських Ігор 1984, 1988 років у складі вісімки.
Чемпіонка світу 1989 року в складі вісімки, бронзова призерка 1982 (розпашні четвірки зі стерновою), 1985 (вісімки), 1986 (вісімки), 1989 (розпашні четвірки без стернової) років.